# 水科七三郎
水科 七三郎（みずしな しちさぶろう、1863年8月16日（文久3年7月3日） - 1940年4月16日）は明治時代に活動した日本の統計家、気象学者。気象データの統計分析や日本の統計事業の改善に寄与している。

## 経歴

### 北海道庁時代
水科は仙台藩士・水科穆郎の次男として仙台に生まれ、1881年（明治14年）に仙台宮城中学校を卒業後、地理局雇として当時東松島にあった野蒜測候所に勤務していた。1883年に上京したのち、1886年（明治19年）に杉亨二が創立した共立統計学校を卒業し、同年12月より北海道庁根室支庁に赴任し、翌年2月道庁第二部地理課に勤務していた。
北海道庁が1886年（明治19年）に開庁して以来、各地域の統計作業が行われてきた。札幌区では、1889年3月に刊行された『明治廿一年札幌区役所統計概表』に先立って、1887年4月に統計学研究会が札幌にて区長であった浅羽靖が発起人として創設された。そこでは、道庁職員であった水科が講師を務め、毎月の第一土曜，第四木曜に札幌区役所で講習会が行われていた。市制・町村制を背景として設立された研究会において、統計の専門家である水科の教育活動により、庁の統計実務担当者への指導を通して、中央の統計学の流れを地方に普及する一つの動きとなった。水科の統計普及による成果の一つとして、『道庁統計書』の統計改善が挙げられる。
1887年6月から8月にかけて、水科は各役所、役場を巡回し、見聞した状況を『スタチスチック雑誌』（第18号、1887年10月）に報告している。1890年10月、道庁第二部が主催の農商務通信協議会及勧業統計談話会が開かれ、そこには水科が準備委員として運営に深く関わっていた。
水科は北海道庁の職員として在籍する12年間に、地理・農商・殖民・拓殖などの各課で殖民事業に従事し、気象観測データを統計分析することが特徴的であった。また、水科は各種の集会での発言において、杉亨二が提唱した「スタチスチック」の定義に従い、統計に正確性を求めていた。
1892年（明治25年）には、転籍者と寄留者も移住民として計上するように移住者戸口表調表式を改正した。また、『北海道庁統計規程』（明治二十五年訓令第265号）が制定された際に、水科は気象調査に関する資料を提供した。さらに、水科が直接関わった統計事業としては、『道庁勧業年報』や『道庁統計書』の農商工に関する分野が挙げられる。
1898年（明治31年）12月、北海道庁を依願退職した。

### 台湾総督府時代
水科は北海道のみならず、台湾の殖民事業にも従事している。1900年に海軍省経理局の所属となり、東京統計学会（現日本統計協会）の後藤新平の推薦を受け、1903年に40歳で台湾総督府へ赴任、文書課の技師として勤務した。1905年には臨時台湾戸口調査部の主事に任命され、第一次戸口調査（人口動態調査）を実施、1907年から始まった台湾戸口調査結果報告（『臨時臺灣戶口調查要計表』『戶口調查集計原表』）の刊行に尽力した。1908年には新設された総督官房統計課の課長に任命され、1915年に第二次戸口調査を実施。1918年3月に退職し、内地へ帰還した。
台湾駐在時期では、統計学の教育・普及に尽力し、台湾統計協会の開設・運営に関わり、近代台湾の統計調査制度を創立した中心人物であった。また、日本全土で国勢調査を行う予定だったが、日露戦争の混乱もあり、内地に先んじて1905年に台湾で調査を行い、東アジア全体としても初めての近代的な国勢調査である。本土ではじめて国勢調査が行われたのはその15年後の1920年のことであった。さらに、その調査には台湾の実情に併せて、エスニシティ、年齢、婚姻状況、職業、言語、アヘンの摂取習慣、纏足の有無など多岐にわたり、当時の人口動態を知るための重要な資料となった。水科は、公正な視点を持つ統計の専門家であるが、殖民政府の尖兵としての側面も併せ持つとも評されている。例えば日本語の読み書き能力により現地人の教育水準を評価していたため、清の知識人を蔑ろにしたという。

### 内地帰還後
帰国後は内閣臨時国政調査局へ出仕し、1920年（大正9年）の第1回国勢調査実施に協力し、調査完了後の1924年（大正13年）3月に職を辞した。その後、拓殖大学専門部では統計学の講師を務めた。1937年（昭和12年）2月に病気のため拓殖大学を辞職し、療養していたが、老衰性腎臓炎により1940年（昭和15年）4月16日に死去した。享年78歳。

## 業績

### 論文

#### 『氣象集誌』
- 水科七三郎「虹蜺ノ謬説ヲ論破ス」『氣象集誌』第1輯、第1巻第1号、1882年、23-25頁、doi:10.2151/jmsj1882.1.1_23。
- 水科七三郎「温故知新」『氣象集誌』第1輯、第1巻第3号、1882年、23-28頁、doi:10.2151/jmsj1882.1.3_23。
- 水科七三郎「雲の功用を論ず」『氣象集誌』第1輯、第1巻第4号、1882年、20-28頁、doi:10.2151/jmsj1882.1.4_20。
- 水科七三郎「氣象學ノ我國ニ普及セサル所以ヲ論ス」『氣象集誌』第1輯、第8巻第1号、1889年、34-38頁、doi:10.2151/jmsj1882.8.1_34。
- 水科七三郎「北海道ノ氣候ヲ論シテ其移住殖民ヲ促ス」『氣象集誌』第1輯、第8巻第5号、1889年、255-265頁、doi:10.2151/jmsj1882.8.5_255。
- 水科七三郎「積雪ト溶量ノ關係」『氣象集誌』第1輯、第10巻第11号、1891年、551-563頁、doi:10.2151/jmsj1882.10.11_551。
- 水科七三郎「積雪ト溶量ノ關係(前號ノ續キ)」『氣象集誌』第1輯、第10巻第12号、1891年、608-618頁、doi:10.2151/jmsj1882.10.12_608。
- 水科七三郎「北海氣象鎻談」『氣象集誌』第1輯、第11巻第7号、1892年、336-338頁、doi:10.2151/jmsj1882.11.7_336。
- 水科七三郎「北海氣象鎻談(承前)」『氣象集誌』第1輯、第11巻第9号、1892年、394-405頁、doi:10.2151/jmsj1882.11.9_394。
- 水科七三郎「流氷ノ去來」『氣象集誌』第1輯、第11巻第10号、1892年、415-422頁、doi:10.2151/jmsj1882.11.10_415。
- 水科七三郎「北海氣象鎖談」『氣象集誌』第1輯、第11巻第10号、1892年、434-438頁、doi:10.2151/jmsj1882.11.10_434。
- 水科七三郎「流氷ノ去來(承前)」『氣象集誌』第1輯、第11巻第11号、1892年、451-458頁、doi:10.2151/jmsj1882.11.11_451。
- 水科七三郎「北海氣象鎖談(承前)」『氣象集誌』第1輯、第11巻第11号、1892年、472-479頁、doi:10.2151/jmsj1882.11.11_472。
- 水科七三郎「北海氣象瑣談(承前)」『氣象集誌』第1輯、第12巻第3号、1893年、103-110頁、doi:10.2151/jmsj1882.12.3_103。
- 水科七三郎「轉地療養ノ記」『氣象集誌』第1輯、第12巻第4号、1893年、146-151頁、doi:10.2151/jmsj1882.12.4_146。
- 水科七三郎「北海氣象瑣談(承前)」『氣象集誌』第1輯、第12巻第7号、1893年、302-304頁、doi:10.2151/jmsj1882.12.7_302。
- 水科七三郎「北海氣象瑣談(承前)」『氣象集誌』第1輯、第12巻第8号、1893年、350-357頁、doi:10.2151/jmsj1882.12.8_350。
- 水科七三郎「北海氣象瑣談(承前)」『氣象集誌』第1輯、第12巻第9号、1893年、380-389頁、doi:10.2151/jmsj1882.12.9_380。
- 水科七三郎「北海氣象瑣談(承前)」『氣象集誌』第1輯、第12巻第11号、1893年、482-488頁、doi:10.2151/jmsj1882.12.11_482。
- 水科七三郎「北海氣象瑣談(承前)」『氣象集誌』第1輯、第13巻第12号、1894年、646-650頁、doi:10.2151/jmsj1882.13.12_646。
- 水科七三郎「有珠山破裂之記」『氣象集誌』第1輯、第13巻第1号、1894年、23-29頁、doi:10.2151/jmsj1882.13.1_23。
- 水科七三郎「北海氣象鎖談(承前)」『氣象集誌』第1輯、第13巻第2号、1894年、74-78頁、doi:10.2151/jmsj1882.13.2_74。
- 水科七三郎「人生ト氣象ニ就テ」『氣象集誌』第1輯、第21巻第6号、1902年、509-525頁、doi:10.2151/jmsj1882.21.6_509。
- 水科七三郎「人生ト氣象ニ就テ(第二十一年第六號ニ接續)」『氣象集誌』第1輯、第22巻第11号、1903年、388-393頁、doi:10.2151/jmsj1882.22.11_388。

### その他
1891年に水科七三郎と和田雄治は全道各所に巡視する際に、利尻山を測量するために登攀した。また、千島列島に到着した際には、占守島より色丹島に移住した千島アイヌを調査し、前列の『氣象集誌』に数号に渡って掲載されているシリーズ論文「北海氣象鎖談」の1899年11巻9号の承前において、千島アイヌ語の気象、自然、日付、数字などの127単語を表にまとめている。
| 日本語 | 千島アイヌ語 |
| ------ | ------------ |
| 雨     | シロウエン   |
| 雪     | ヲバス       |
| 霰     | ガウガウ     |
| 雨降ル | シンクガン   |
| 雪降ル | ユウレキ     |
| 露     | タスコロ     |
| 雪積ル | ヲバサム     |
| 吹雪   | ウプン       |
| 雷雨   | アプト       |
| 雷     | カモイホム   |
| 電     | イミロ       |
| 雲     | ニシ         |
| 青雲   | カンド       |
| 雹     | ペソス       |
| 霰     | ガウガウ     |
| 霧     | スイム       |
| 霜     | ウーラル     |
| 地震   | シルスムイ   |

## 関連記事
- 呉文聰